# 騒乱罪
騒乱罪（そうらんざい）とは、多衆が集合して暴行・脅迫を行うことにより公共の平穏を侵害することを内容とする犯罪類型である。刑法106条に規定。
1882年（明治15年）施行の旧刑法では兇徒聚衆罪（きょうとしゅうしゅうざい）と呼ばれ、元老院の刑法草案審査局の要求により、過激化の一途を辿る自由民権運動や社会運動の鎮圧を目的として、新律綱領、改定律例の兇徒聚衆の規定を継承する形で制定された。1907年（明治40年）制定の刑法で騒擾罪（そうじょうざい）に変わり、1995年（平成7年）の刑法改正で騒乱罪に変わった。

## 保護法益
騒乱罪の保護法益は公共の平穏である（判例、通説）。ただし、不特定または多数人の生命・身体・財産であるとする説（平野龍一、前田雅英）もある。

## 主体
騒乱罪の主体は集合した多衆である。
- 「多衆」とは多数人の集団を言う。
  - 多衆と言えるためにはその集団による暴行・脅迫が一地方の平穏を害する程度でなければならない。
- 「集合」とは、多人数が時と場所を同じくすることを言う。
  - 必ずしも組織されていることを要しない。

## 行為
騒乱罪における行為は、多衆で集合し、暴行・脅迫を行うことである。
- 騒乱罪における暴行・脅迫は最広義の「暴行」（有形力が不法に行使される全て、対象は人・物を問わない）である。
  - 暴行・脅迫の客体は個人・公衆たるを問わない。物であってもよい。
  - 暴行・脅迫は一地方の平穏を害する程度のものでなくてはならない。

## 主観的要件
騒乱罪は多衆犯である。したがって騒乱罪における暴行・脅迫は多衆の共同意思に基づいたものであることを要する。
- 共同意思の性質
  - 共同意思は必要かについては必要説・不要説がある。必要説が判例・通説である。
- 共同意思の内容
  - 共同意思は多衆の合同力をたのんで自ら暴行・脅迫をなす意思ないしは多衆をしてこれをなさしめる意思とかかる暴力・脅迫に同意を表し、その合同力に加わる意思とから構成され、未必的なものであってもよいとされる（最判昭35.12.8刑集14・13・1818）

## 法定刑
- 首謀者：1年以上10年以下の拘禁刑
- 指揮者・率先助勢者：6月以上7年以下の拘禁刑
- 付和随行者：10万円以下の罰金
  - 但し、内乱罪と違い、首謀者が居なくても罪が成立することに注意

## 罪数・他罪との関係
本罪の予定する範囲の暴行罪・脅迫罪は本罪に吸収されるものの、判例は殺人罪・住居侵入罪・建造物損壊罪・恐喝罪・公務執行妨害罪などとの間には本罪と観念的競合の関係を認める。

## 破壊活動防止法との関係
破壊活動防止法は政治目的を有する騒乱罪の予備・陰謀・教唆・扇動を罰している。（同法40条）

## 多衆不解散罪
暴行又は脅迫をするため多衆が集合した場合において、権限のある公務員（警察官等）から解散命令を3回以上受けたにもかかわらず解散しないことを内容とする真正不作為犯である（刑法107条）。暴行・脅迫の目的で集合することを要する目的犯である。騒乱罪が成立する場合はそれに吸収される。権限のある公務員については争いがあり、末端の警察官等の命令で良いのか、それとも警察署長等の警察実務を所掌する権限まで保持する者の命令が必要かの論議がある。さらに、解散命令が口頭によるもので足りるのか、或いは命令書を首謀者に交付することをもって解散命令とするのかの点で実務的な論争がある。
法定刑は、首謀者は3年以下の拘禁刑、その他の者は10万円以下の罰金である。

## 戦後の三大騒乱事件
- 血のメーデー事件
- 大須事件
- 吹田事件

### その他騒乱罪適用事件
- 長崎警察署襲撃事件（1946年）
- 佐世保事件（1948年） - 暴力団員20数人がピストルで武装して病院に押し入った事件。
- 益田警察署襲撃事件（1949年）
- 平事件（1949年） - 福島県いわき市で発生。
- 下関事件（1949年）
- 鳴尾事件（1950年）
- 新宿騒乱（1968年）